# Seminole Manor
Seminole Manor ist ein census-designated place (CDP) im Palm Beach County im US-Bundesstaat Florida. Das U.S. Census Bureau hat bei der Volkszählung 2020 eine Einwohnerzahl von 2.562 ermittelt.

## Geographie
Im direkten Umkreis liegen die Städte Atlantis, Lake Worth und Lantana. Der CDP liegt rund 10 km südlich von West Palm Beach. Die nächsten Flughäfen sind der Palm Beach County Park Airport (national, 1 km entfernt) und der Palm Beach International Airport (10 km entfernt).

## Demographische Daten
Laut der Volkszählung 2010 verteilten sich die damaligen 2621 Einwohner auf 930 Haushalte. Die Bevölkerungsdichte lag bei 2382,7 Einw./km². 61,8 % der Bevölkerung bezeichneten sich als Weiße, 22,0 % als Afroamerikaner, 2,2 % als Indianer und 1,0 % als Asian Americans. 10,2 % gaben die Angehörigkeit zu einer anderen Ethnie und 2,8 % zu mehreren Ethnien an. 39,9 % der Bevölkerung bestand aus Hispanics oder Latinos.
Im Jahr 2010 lebten in 42,9 % aller Haushalte Kinder unter 18 Jahren sowie 27,6 % aller Haushalte Personen mit mindestens 65 Jahren. 73,3 % der Haushalte waren Familienhaushalte (bestehend aus verheirateten Paaren mit oder ohne Nachkommen bzw. einem Elternteil mit Nachkomme). Die durchschnittliche Größe eines Haushalts lag bei 3,16 Personen und die durchschnittliche Familiengröße bei 3,59 Personen.
33,4 % der Bevölkerung waren jünger als 20 Jahre, 25,0 % waren 20 bis 39 Jahre alt, 25,0 % waren 40 bis 59 Jahre alt und 16,6 % waren mindestens 60 Jahre alt. Das mittlere Alter betrug 34 Jahre. 48,4 % der Bevölkerung waren männlich und 51,6 % weiblich.
Das durchschnittliche Jahreseinkommen lag bei 44.406 $, dabei lebten 29,0 % der Bevölkerung unter der Armutsgrenze.
Im Jahr 2000 war Englisch die Muttersprache von 69,21 % der Bevölkerung, spanisch sprachen 21,02 % und 9,77 % sprachen haitianisch.